# 테리 브랜스태드
테리 에드워드 브랜스타드(Terry Edward Branstad, 1946년 11월 17일 ~ )은 미국의 정치인으로 제12대 주중국 대사이다.

## 학력
- 아이오와 대학교 인문사회 학사
- 드레이크 대학교 법무박사

## 경력
- 1973.01 ~ 1979.01 제65·66·67대 아이오와주 제8선거구 하원의원
- 1983.01 ~ 1999.01 제39대 아이오와 주지사
- 1989.08 ~ 1990.07 전국주지사협의회 의장
- 2003.08 ~ 2009.10 디모인 대학교 총장
- 2011.01 ~ 2017.05 제42대 아이오와 주지사
- 2017.07 ~ 2020.10 제12대 주중미국대사

## 역대 선거 결과
| 선거명      | 직책명                        | 대수 | 정당   | 득표율 | 득표수    | 결과 | 당락                 |
| ----------- | ----------------------------- | ---- | ------ | ------ | --------- | ---- | -------------------- |
| 1972년 선거 | 하원의원 (아이오와 제8선거구) | 65대 | 공화당 | 58.95% | 7,368표   | 1위  | 아이오와 주의원 당선 |
| 1974년 선거 | 하원의원 (아이오와 제8선거구) | 66대 | 공화당 | 68.74% | 6,699표   | 1위  | 아이오와 주의원 당선 |
| 1976년 선거 | 하원의원 (아이오와 제8선거구) | 67대 | 공화당 | 70.38% | 8,553표   | 1위  | 아이오와 주의원 당선 |
| 1978년 선거 | 아이오와 부지사               | 40대 | 공화당 | 57.55% | 430,587표 | 1위  | 아이오와 부지사 당선 |
| 1982년 선거 | 아이오와 주지사               | 39대 | 공화당 | 52.81% | 548,313표 | 1위  | 아이오와 주지사 당선 |
| 1986년 선거 | 아이오와 주지사               | 39대 | 공화당 | 51.91% | 472,712표 | 1위  | 아이오와 주지사 당선 |
| 1990년 선거 | 아이오와 주지사               | 39대 | 공화당 | 60.61% | 591,852표 | 1위  | 아이오와 주지사 당선 |
| 1994년 선거 | 아이오와 주지사               | 39대 | 공화당 | 56.80% | 566,395표 | 1위  | 아이오와 주지사 당선 |
| 2010년 선거 | 아이오와 주지사               | 42대 | 공화당 | 52.81% | 592,494표 | 1위  | 아이오와 주지사 당선 |
| 2014년 선거 | 아이오와 주지사               | 42대 | 공화당 | 58.99% | 666,032표 | 1위  | 아이오와 주지사 당선 |